# Младежки глас
Национално сдружение „Младежки глас“ е национално представителна независима неправителствена организация с обществено полезна дейност, регистрирана в България.
Създадена е в Бургас през 2007 г. Впоследствие се създават клонове на сдружението в други градове в България, сред които София, Пловдив, Варна, Русе, Велико Търново, Плевен, Малко Търново, Монтана, Казанлък, Карнобат, Свищов, Перник, Габрово, Несебър, Стара Загора, Раковски.

## Признания и сътрудничество
- предоставен специален консултативен статус към Икономическия и социален съвет (ИКОСОС) на ООН[6][7][8]
- официално призната от Министерство на младежта и спорта като национално представителна организация[9];
- представител на България в Международната младежка организация за мир (IPYG) със седалище в Южна Корея[10];
- официално подписано сътрудничество с НПСС – Национално представителство на студентските съвети[11];
- партньор в кампанията „Великден за всеки“ под патронажа на Омбудсмана Мая Манолова[12];
- съучредител и постоянен член на Национален младежки форум (НМФ)[13]

## Цели на организацията
Основната цел на организацията е младите хора да развиват своите способности, своя потенциал и да се работи конкретно по неговата реализация. Това се осъществява чрез провеждането на мероприятия, обучения, семинари и тренинги.

## Проекти и каузи

### Противодействие на младежката престъпност и младежките зависимости
- организирана кръгла маса съвместно с Областна администрация Бургас, Община Бургас, ОДМВР – Бургас и Регионално управление на образованието [15]
- дискусии срещу насилието [16]
- инициатива „Словото срещу оловото“ [17]

### Еко инициативи
- засаждане на дървета съвместно с деца и младежи [18][19]
- инициативи за защита на животните[20]

### Здравеопазване
- организирани безплатни прегледи[21][22][23][24]

### Обучения
- невербална комуникация[25]
- бизнес обучения[26][27][28][29]

### Благотворителност
- ежегоден благотворителен Коледен бал[30][31]

### Спорт
- ежегоден спортен празник по повод Деня на младежта[32][33][34]
- спортни турнири[35][36][37]

## Структура
Организацията има йерархично управление с демократична система – всеки клон има самостоятелно управление.
Към момента в сдружението функционират 54 клуба по интереси – клуб „Култура“, клуб „Спорт“, „Противодействие на младежката престъпност“, Студентски Клуб БСУ, Студентски Клуб НБУ, Клуб „Маркетинг и PR“, „Екология и Образование“ и други).